# Pedro García Barros
Pedro García Barros (* 3. April 1946 in Santiago de Chile) ist ein ehemaliger chilenischer Fußballspieler, der vorwiegend im Mittelfeld agierte und nach seiner aktiven Laufbahn lange als Trainer tätig war.

## Laufbahn

### Als Spieler
García begann seine Laufbahn als Fußballprofi 1965 beim CD Green Cross. Ein Jahr später wechselte er zu seiner längsten Station Unión Española, wo er die nächsten fünf Jahre unter Vertrag stand. Anschließend wechselte er zum Rekordmeister CSD Colo-Colo, mit dem er 1972 die chilenische Fußballmeisterschaft gewann. Über seine nächste Station CD O’Higgins kam er 1973 nach Mexiko zu den UNAM Pumas, seiner einzigen Auslandsstation als Spieler, bevor er seine aktive Laufbahn wieder in der Heimat bei Deportes La Serena ausklingen ließ.

### Als Trainer
Nachdem García Ende der 1970er Jahre für die chilenische U-20-Auswahl sowie bei Unión Española und Deportes Arica tätig gewesen war, stieß er über Deportes Concepción, wo er 1980 unter Vertrag stand, zum CSD Colo-Colo. Für den chilenischen Rekordmeister war er fünf Jahre verantwortlich und gewann mit ihm zweimal die chilenische Fußballmeisterschaft und dreimal den chilenischen Pokalwettbewerb.
Wie bereits als Spieler, war García auch als Trainer in Mexiko tätig, wo er zwischen 1987 und 1994 für die Vereine Club León, Puebla FC, CF Monterrey, Atlas Guadalajara und Santos Laguna verantwortlich war. Nach dieser Zeit arbeitete García nur noch sporadisch als Trainer und war unter anderem 2001 für die chilenische Fußballnationalmannschaft im Einsatz.

## Erfolge

### Als Spieler
- Chilenischer Meister: 1972

### Als Trainer
- Chilenischer Meister: 1981, 1983
- Chilenischer Pokalsieger: 1981, 1982, 1985